# (14026) Esquerdo
(14026) Esquerdo es un asteroide perteneciente al cinturón de asteroides, descubierto el 28 de septiembre de 1994 por el equipo del Spacewatch desde el Observatorio Nacional de Kitt Peak, Arizona, Estados Unidos.

## Designación y nombre
Designado provisionalmente como 1994 ST7. Fue nombrado Esquerdo en honor al astrónomo Gil Esquerdo, ex-asistente de investigación en el Planetary Science Institute de Tucson

## Características orbitales
Esquerdo está situado a una distancia media del Sol de 2,360 ua, pudiendo alejarse hasta 2,739 ua y acercarse hasta 1,982 ua. Su excentricidad es 0,160 y la inclinación orbital 2,638 grados. Emplea 1324,81 días en completar una órbita alrededor del Sol.

## Características físicas
La magnitud absoluta de Esquerdo es 15,2. Tiene 4,377 km de diámetro y su albedo se estima en 0,111.